# Савенков, Николай Константинович
Николай Константинович Савенков (1919—1945) — участник Великой Отечественной войны, лётчик-разведчик, Герой Советского Союза.

## Биография
Родился 5 октября (15 октября по новому стилю) 1919 года в селе Райгород Черноярского уезда Царицынской губернии (ныне Светлоярского района Волгоградской области) в семье крестьянина-бедняка. Русский. В семье было ещё два брата, Алексей и Александр.
Окончил 7 классов в 1935 году в городе Сталинграде (Кировский район).
С 1928 по 1935 годы учился и одновременно работал в Сталинграде. В 1935 году поступил учиться в школу ФЗУ при заводе № 264 (сейчас — ОАО «Судоверфь» город Волгоград), которое окончил в 1937 году по специальности «слесарь» и работал на этом заводе до 1939 года. В 1939 году стал работать на СталГРЭС в Сталинграде и одновременно учился в аэроклубе имени Хользунова.
В 1940 году окончил аэроклуб и был направлен в Коростеньскую авиашколу военных пилотов, где учился до июля 1941 года, после продолжил учёбу в Омской ВАШП, которую окончил в 1942 году и был направлен на фронт в 511-й отдельный разведывательный авиационный полк.
С ноября 1942 по декабрь 1943 года — командир звена, заместитель командира АЭ 511-го ОРАП. Военное звание — старший лейтенант.
Член ВКП(б) с июля 1944 года (партбилет № 7078495). Совершил 110 боевых вылетов на разведку, в 5 воздушных боях сбил 1 самолёт противника.
Погиб под Веной при выполнении боевого задания (воздушная разведка) на 2-м Украинском фронте 2 апреля 1945 года (Список 5 ВА № 02484 от 12.07.1946 г. ГУК НКО СССР). Звание Героя Советского Союза присвоено посмертно указом Президиума Верховного Совета СССР от 15 мая 1946 года.
Похоронен в Пештсентлеринц (юго-восточная окраина города Будапешт), Венгрия.

## Награды
- Медаль «Золотая Звезда» Героя Советского Союза;
- орден Ленина;
- два ордена Красного Знамени;
- орден Отечественной войны 1-й степени;
- орден Отечественной войны 2-й степени.

## Память
- Имя Героя занесено на стелу Героев Советского Союза на аллее Славы в Волгограде.
- Также в Волгограде установлены мемориальные доски на здании обкома ДОСААФ и на здании школы[3], где учился Герой.